# Enriqueta Paler i Trullol
Enriqueta Paler i Trullol   (Figueres, 27 de juliol de 1842 - Figueres, 8 de gener de 1927) va ser una poetessa catalana.
Va dedicar-se especialment a la poesia religiosa, i va publicar gran quantitat de composicions en diversos diaris i revistes de Barcelona, Figueres, Vic, Mataró, Lleida, Girona i Perpinyà, entre les quals La Veu de Catalunya, La Renaixensa, La Dona Catalana, L'Atlàntida o La Veu de l'Empordà, entre d'altres. Al 1918 va publicar una selecció de la seva obra la col·lecció literària Lectura Popular, editada per la revista La Ilustració Catalana.
L'Ajuntament de Figueres acordà el 1986 dedicar-li un carrer a la zona de l’Olivar Gran.